# Mahmoud Ahmed
Mahmoud Ahmed (amh. ማሀሙድ አህመድ; ur. 8 lub 18 maja 1941) – etiopski muzyk pochodzący z ludu Gurage.
Początkowo podejmował się w życiu różnych prac - był pucybutem oraz tzw. "złotą rączką" w Arizona Club, gdzie spotykała się po godzinach orkiestra gwardii przybocznej cesarza Hajle Syllasiego. Gdy pewnego wieczoru w 1962 wokalista zespołu nie przyszedł, Ahmed zaproponował, że zaśpiewa parę utworów. Tak trafił do tej orkiestry, w której grał do przejęcia władzy przez Derg w 1974 roku.
W latach 80. pojechał w trasę koncertową po USA razem z Walias Band, Getatchew Kassa oraz Webeshet Fisseha. Wtedy zaczął też nagrywać razem z Roha Band, co przyniosło mu rozgłos wśród diaspory etiopskiej.
Większą międzynarodową rozpoznawalność zapewniło mu pojawienie się jego utworów na składankach Éthiopiques.
W 2007 otrzymał nagrodę BBC Radio 3 Awards for World Music.

## Dyskografia
- Almaz razem z Ibex Band (1973 LP; ponownie wydaje w 1999 jako Éthiopiques Volume 6)
- Alemye (1974 LP, ponownie wydane w 2005 jako Éthiopiques Volume 19)
- Ere Mela Mela (1975 LP, ponownie wydane w 2000 jako Etiopiques Volume 7)
- Soul of Addis (1997, Earthworks/Stern's Africa)
- Slow Collections (1998, Sounds of Abyssinia)
- Live in Paris (1998, Long Distance)
- Yitbarek (2003, Yene Production, ponownie wydane w 2007 przez Nahom Records)
- Tizita Vol. 1 (The Best of...) (2003, AIT Records)
- Tizita Vol. 2 (The Best of...) (2003, AIT Records)
- The Rough Guide to the Music of Ethiopia (2004, World Music Network)
- Ethiogroove: Mahmoud Ahmed & Either/Orchestra, with Tsedenia G. Markos (2007, EthioSonic DVD)
- Éthiopiques Live: Mahmoud Ahmed, Alemayehu Eshete & Badume's Band (2009, Innacor DVD)
- Éthiopiques 26: Mahmoud Ahmed & Imperial Bodyguard Band, 1972–1974 (Philips Label)
- The Rough Guide to the Music of Ethiopia (2012, World Music Network)